# Kozacki Pułk Specjalnego Przeznaczenia Abwehrgruppy-201
Kozacki Pułk Specjalnego Przeznaczenia Abwehrgruppy-201 (ros. Казачий полк особого назначения Абвергруппы-201) – oddział wojskowy złożony z Kozaków w składzie Abwehry podczas II wojny światowej.
Abwehrgruppe-201 do września 1942 r. działała przy niemieckiej 11 Armii feldmarsz. Ericha von Mansteina, później podporządkowano ją 1 Armii Pancernej gen. Eberharda von Mackensena, od lutego 1943 r. Odcinkowi Armijnemu "Hollidt" gen. Karla-Adolfa Hollidta, zaś od lutego 1944 r. Grupie Armijnej "Południowa Ukraina" feldmarsz. Ferdinanda Schörnera. Oddział prowadził rozpoznawczo-dywersyjne działania na tyłach Armii Czerwonej. Ponadto zajmował się zwalczaniem partyzantki i kontrwywiadem. Przy Abwehrgruppe-201 zostały sformowane cztery sotnie kozackie, połączone w Kozacki Pułk Specjalnego Przeznaczenia Abwehrgruppy-201:
- 1 Sotnia Andriejewska była utworzona w sierpniu 1942 r. w mieście Tawel na okupowanym Krymie. W jej skład weszli Kozacy dońscy i kubańscy, zwerbowani w obozie jenieckim w Symferopolu. Na jej czele stanął Niemiec por. Girsch. Do zadań oddziału należało prowadzenie rozpoznania na bliskich tyłach Armii Czerwonej. Na drugą stronę frontu przerzucano kozackie grupy zbrojne w celu rozpoznania i dywersji. W październiku 1942 r. Kozaków przeniesiono na front leningradzki, gdzie od listopada tego roku w rejonie wsi Zamostie zwalczała partyzantów. W grudniu przerzucono ich na południe. Do poł. stycznia 1943 r. stacjonowali w stanicach Persijanowka i Kriwianskaja na Kubaniu. Do września tego roku działali na Zaporożu, zaś do listopada w okręgu chersońskim. W rejonie wsi Olchino sotnia została rozformowana. Część żołnierzy włączono w skład 3 Sotni Galdinskiej, reszta pozostała przy sztabie Abwehrgruppe-201.
- 2 Sotnia Zwieriewska – została sformowana w lutym 1943 r. we wsi Zieriewo w okręgu rostowskim. Dowódcą został esauł Iwan W. Ziemliakow, a następnie esauł Władimir Kondratiew, b. podporucznik Armii Czerwonej. Faktycznie oddziałem dowodził Niemiec podoficer Hess, który prowadził szkolenia z topografii. Kozacy, podzieleni na małe grupy, byli przerzucani na drugą stronę frontu, działając nad Donem i na Kubaniu w celu prowadzenia rozpoznania i dywersji. W poł. marca 1943 r. sotnia została wycofana do wsi Dolia w okręgu stalinskim, gdzie przebywała do września, kiedy przeniesiono ją do wsi Olchino w okręgu chersońskim, a następnie do wsi Swobodnoje w okręgu nikołajewskim. W grudniu oddział rozformowano, zaś Kozacy przeszli do 3 Sotni Galdinskiej.
- 3 Sotnia Galdinska – została utworzona w styczniu 1943 r. Na jej czele stanął b. podoficer Armii Czerwonej Galdin. Przy sotni znajdował się przedstawiciel sztabu Abwehrgruppe-201 por. Nissen. Do marca tego roku oddział prowadził działania rozpoznawcze pozycji sowieckich, stacjonując w stanicy Biessiergienowskaja, wsi Bohuszewskaja i Tatarskaja w okręgu rostowskim, a następnie wsi Pierwomajskij w okręgu stalinskim. Od poł. maja działał w okręgu chersońskim. W listopadzie Kozacy operowali w rejonie Nikopola. Pod koniec 1943 r. w skład sotni weszli żołnierze z pozostałych dwóch rozformowanych sotni. Na pocz. 1944 r. oddział wyłączono spod zwierzchnictwa Abwehrgruppe-201, po czym przetransportowano do okupowanej Francji. Tam sotnię przeformowano w szwadron, włączając go do 403 Dywizjonu Kawalerii 5 Zapasowo-Szkoleniowego Pułku Kozackiego ppłk. Stabienowa. Do końca 1944 r. szwadron Galdina uczestniczył w walkach z wojskami brytyjsko-amerykańskimi. W styczniu 1945 r. wyłączono ze składu 403 Dywizjonu Kawalerii i przeniesiono do Chorwacji, gdzie zwalczał partyzantkę jako część 3 Kubańskiego Pułku Kozackiego 1 Kozackiej Dywizji Kawalerii.
- 4 Sotnia Gapojewska – utworzono ją w czerwcu 1943 r. W jej skład weszli b. jeńcy wojenni pochodzenia kozackiego z obozu w Stalinie. Na jej czele stanął Anton (Anatolij?) Gapojew (Gapajew?), który ukończył wcześniej szkołę dywersantów Abwehry w Tawlu. Następnie oddziałem dowodził Timofiej K. Chorużenko. Sotnia działała na Donbasie. W momencie odwrotu podzielono ją na mniejsze grupy, które przerzucono na tyły nacierającej Armii Czerwonej dla prowadzenia działań rozpoznawczo-dywersyjnych. Potem Kozacy operowali w okręgu chersońskim. W 1944 r. na bazie sotni został utworzony Kozacki Oddział Specjalnego Przeznaczenia "Ataman" w składzie Kozackiego Stanu.